# Thiên niên kỷ 5 TCN
Thiên niên kỷ 5 TCN bắt đầu từ ngày đầu tiên của năm 5000 TCN đến hết năm 4001 TCN. Nghĩa là bằng 1.000 năm, trong lịch Gregory.